# Condado de Warren (Virginia)
El condado de Warren (en inglés: Warren County), fundado en 1836, es uno de 95 condados del estado estadounidense de Virginia. En el año 2000, el condado tenía una población de 31,584 habitantes y una densidad poblacional de 57 personas por km². La sede del condado es Abingdon.

## Geografía
Según la Oficina del Censo, el condado tiene un área total de 559 km² (215,8 mi²), de la cual 554 km² (213,9 mi²) es tierra y 8 km² (3,1 mi²) (1.22%) es agua.

### Condados adyacentes
- Condado de Frederick (noreste)
- Condado de Clarke (noreste)
- Condado de Fauquier (este)
- Condado de Rappahannock (sureste)
- Ciudad de Page (suroeste)
- Condado de Shenandoah (oeste)

## Demografía
Según el censo de 2000, los ingresos medios por hogar en el condado eran de $42,422, y los ingresos medios por familia eran $50,487. Los hombres tenían unos ingresos medios de $37,182 frente a los $25,506 para las mujeres. La renta per cápita para el condado era de $19,841. Alrededor del 8.50% de la población estaban por debajo del umbral de pobreza.

## Localidades
- Front Royal

### Comunidades no incorporadas
| - Ashby - Bentonville - Bethel - Browntown - Buckton - Cedarville | - Happy Creek - Howellsville - Karo - Limeton - Linden - Milldale - Nineveh | - Overall - Reliance - Riverton - Rockland - Waterlick |

## Educación

### Colleges
- Christendom College

### Escuelas públicas
- Warren County High School (Virginia) (8-12)
- Skyline High School (8-12)
- Warren County Middle School (6-7)
- A.S. Rhodes Elementary School (K-5)
- E. Wilson Morrison Elementary School (K-5)
- Hilda J. Barbour Elementary School (K-5)
- Leslie Fox Keyser Elementary School (K-5)
- Ressie Jefferies Elementary School (K-5)